# 고래 잡기
고래 잡기(くじらとり)는 일본에서 제작된 미야자키 하야오 감독의 2001년 애니메이션 영화이다. 일본 미타카시 미타카의 숲 지브리 미술관에서만 상영이 가능하다. 이 영화의 총 시간은 16분이다. 다른 스튜디오 지브리와 비견되는 각기 다른 단순한 스타일로 그려져 있으며 밝은 파스텔 색들을 사용한다.
2001년 마이니치 영화 콩쿠르에서 오후지 노부로 상을 수상했다.